# Pyropteron chrysidiformis chrysidiformis
Pyropteron chrysidiformis chrysidiformis é uma subespécie de insetos lepidópteros, mais especificamente de traças, pertencente à família Sesiidae.
A autoridade científica da subespécie é Esper, tendo sido descrita no ano de 1782.
Trata-se de uma subespécie presente no território português.